# Olomouc-Nová Ulice (nádraží)
Olomouc-Nová Ulice je železniční stanice v Olomouci v Olomouckém kraji. Je součástí neelektrizované jednokolejné železniční trati Olomouc – Senice na Hané – Prostějov. Leží v km 3,151 mezi stanicemi Olomouc hlavní nádraží a Olomouc-Řepčín. Běžný provoz na trati započal roku 1883.
Stanici obsluhují pravidelné osobní vlaky Českých drah linky M4 s intervalem 60 minut v pracovní dny a 120 minut ve dny pracovního klidu v obou směrech (tzn. ve směru Olomouc hl. n. a Senice na Hané, Drahanovice či Prostějov).

## Popis
Stanice je zařazena do Integrovaného dopravního systému Olomouckého kraje. Pro cestující je k dispozici zastřešený prostor na čekání s odjezdovou tabulí. Nádražní budova pochází z roku 1899 a jedná se tedy o nejstarší dochovanou nádražní budovu v Olomouci. V letech 2021-2022 probíhala rekonstrukce. Oprava se zaměřila na střechu, interiér budovy a novou elektroinstalaci. Nádraží také dostalo novou fasádu. Nástupiště bylo ponecháno v původním stavu, což znamená, že není bezbariérově přístupné.
Stanice je vybavena zabezpečovacím zařízením typu TEST. Jízda vlaku do obou přilehlých stanic je zabezpečována zařízením 3. kategorie – automatickým hradlem. Ve stanici slouží výpravčí, který sídlí v dopravní kanceláři umístěné ve staniční budově.

## Poloha
Ačkoliv stanice nese název Nová Ulice, leží v části města Olomouc a katastrálním území Olomouc-město (a naopak zastávka Olomouc město je na území Nové Ulice). Staniční budova stojí na ulici Poupětova nedaleko železničního přejezdu bez závor P7609, kde dochází ke křížení železniční trati s tratí tramvajovou. Nedaleko stanice se rozkládají Olomoucké parky a díky blízkosti areálu Výstaviště Flora může být stanice vhodná pro návštěvníky výstav Flora Olomouc.
Roku 1884 byla jihovýchodně od stanice vybudována sladovna, kterou založil podnikatel Eduard Hamburger. Pro tento podnik byla existence železniční trati velmi důležitá, takže byl se stanicí od počátku spjatý. Areál sladoven se rozrůstal a svou činnost až v roce 1997. Sladovny byly zbořeny roku 2012. Až do května 2015 ještě zůstal železobetonový hvozd s komíny. Dnes se na místě nachází komplex Nová sladovna, který čítá asi pět set bytů, ale také komerční a administrativní prostory. Součástí projektu byla i bezbariérová lávka pro pěší přes kolejiště u nádraží, jelikož si tudy denně zkrátí cestu až sto dvacet lidí a několik desítek cyklistů. Lávku za 19 milionů mělo stavět město Olomouc za pomoci dotace EU s tím, že zbytek nákladů by pokryl investor projektu Nová sladovna. Z plánů ale nakonec sešlo a lávka nebyla nikdy vybudována.

### Přestupní vazby
Wolkerovou ulicí prochází tramvajová trať z centra města na Novou Ulici. Železniční stanice je umístěna zhruba v polovině úseku mezi zastávkami Výstaviště Flora a Wolkerova. Obě zastávky jsou v docházkové vzdálenosti (asi 350 m) a je zde možné přestoupit na tramvajové linky 1, 4 a 6.

## Galerie

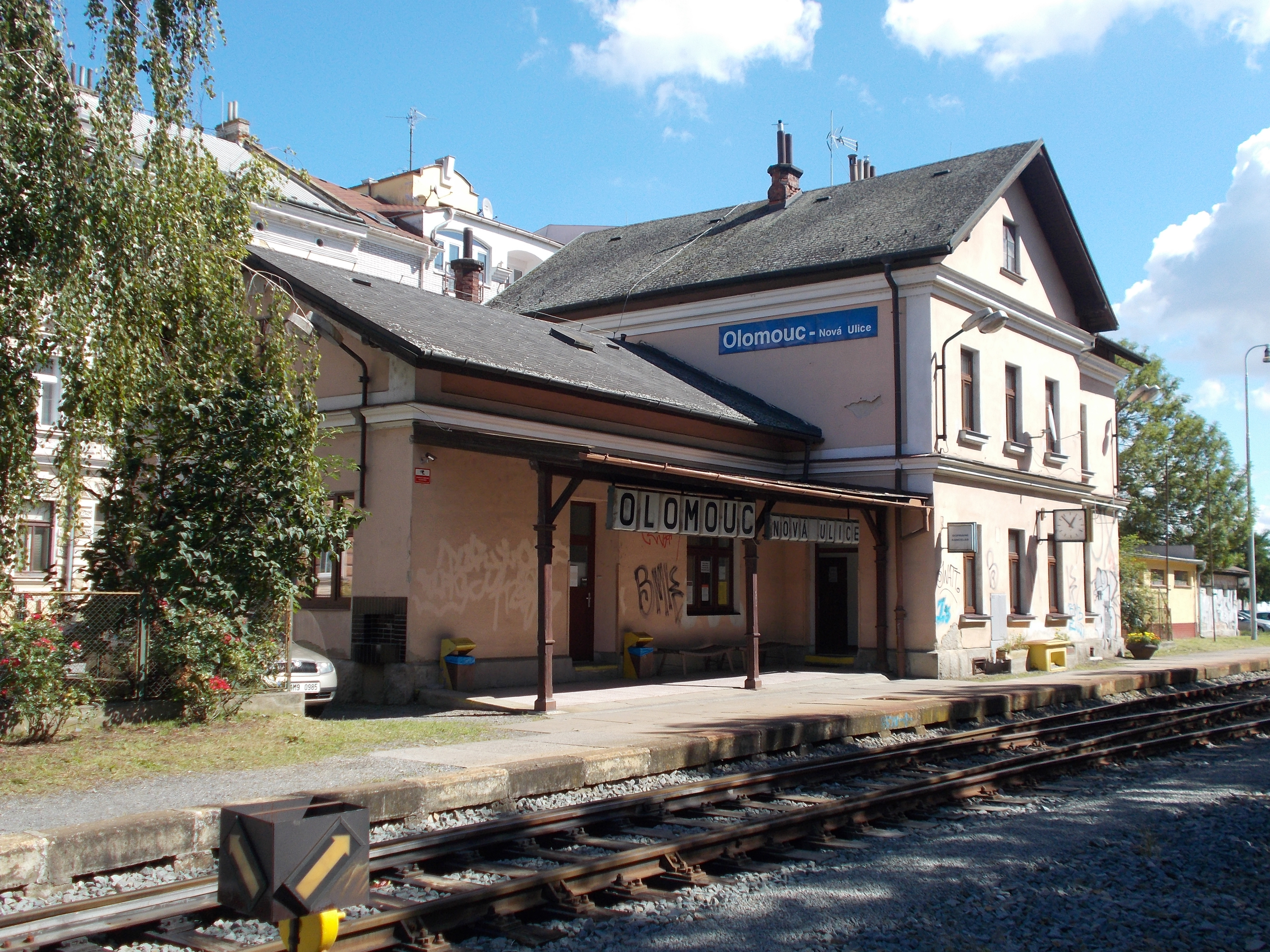
Staniční budova před rekonstrukcí (září 2020)
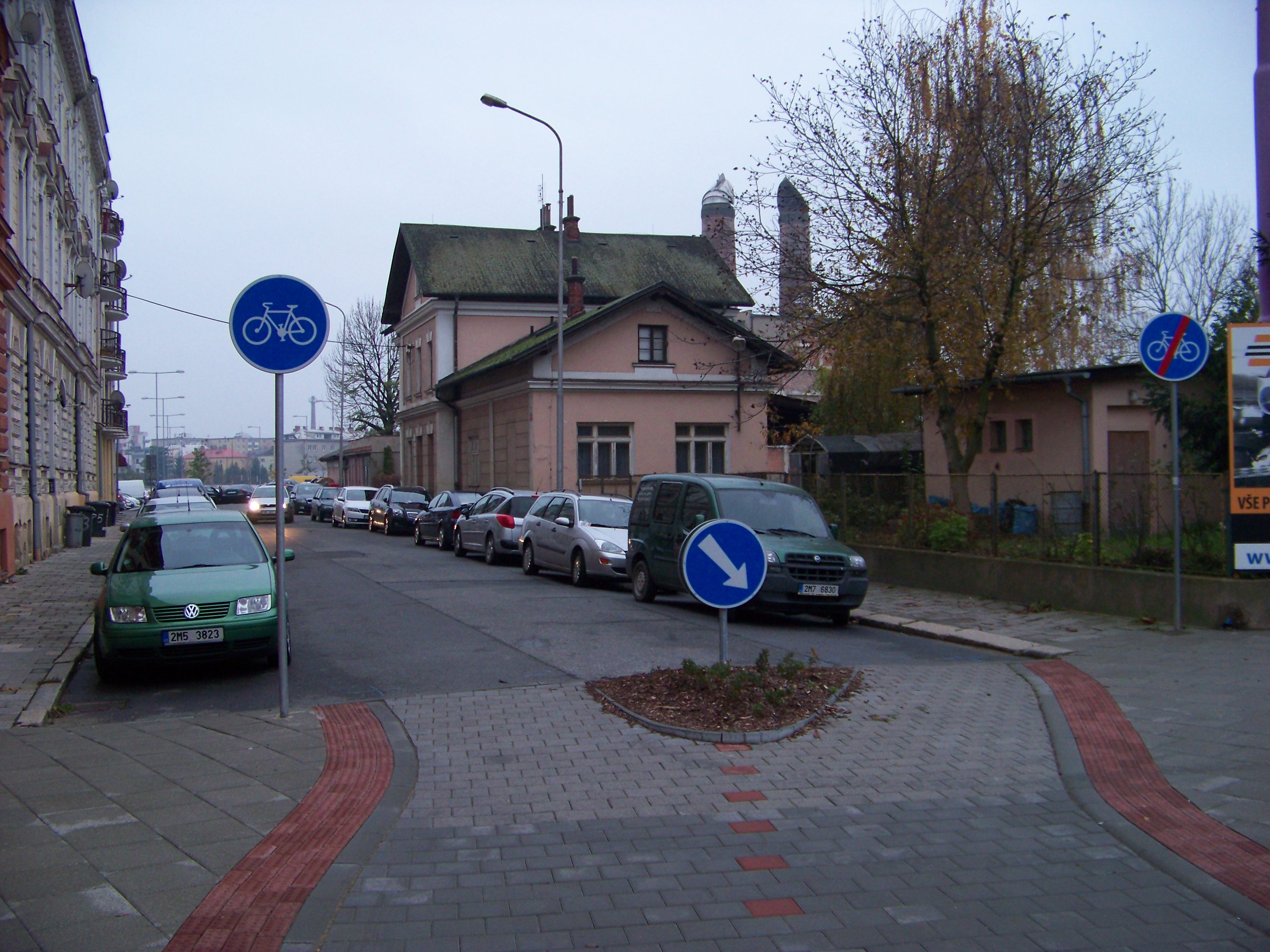
staniční budova (před rekonstrukcí) z ulice
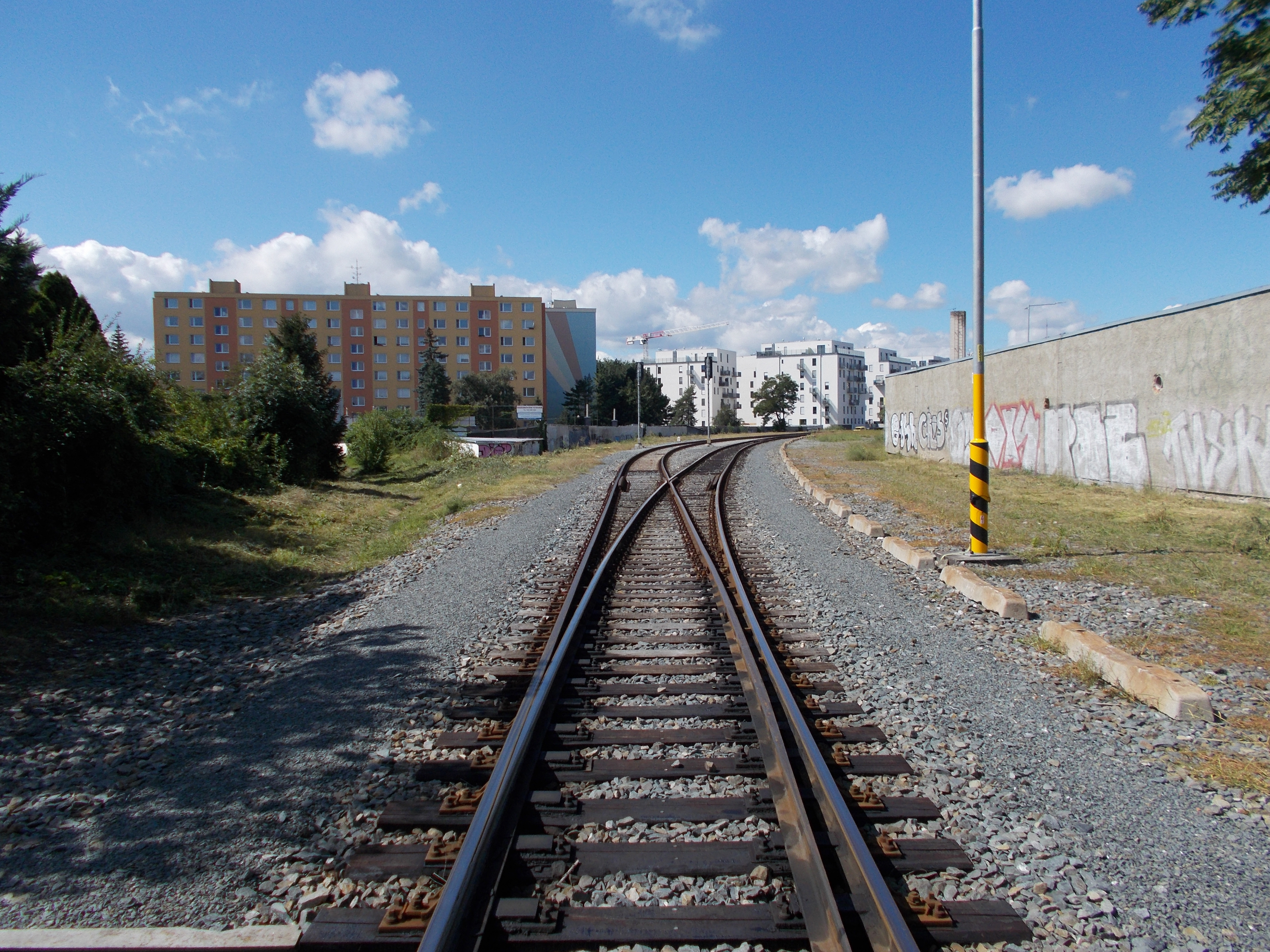
Pohled na kolejiště
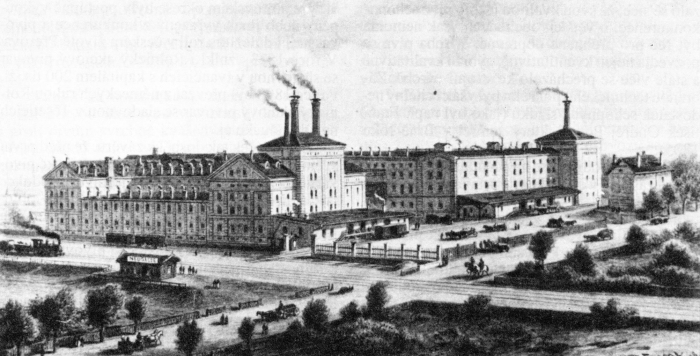
Pohled na areál sladoven se stanicí v popředí
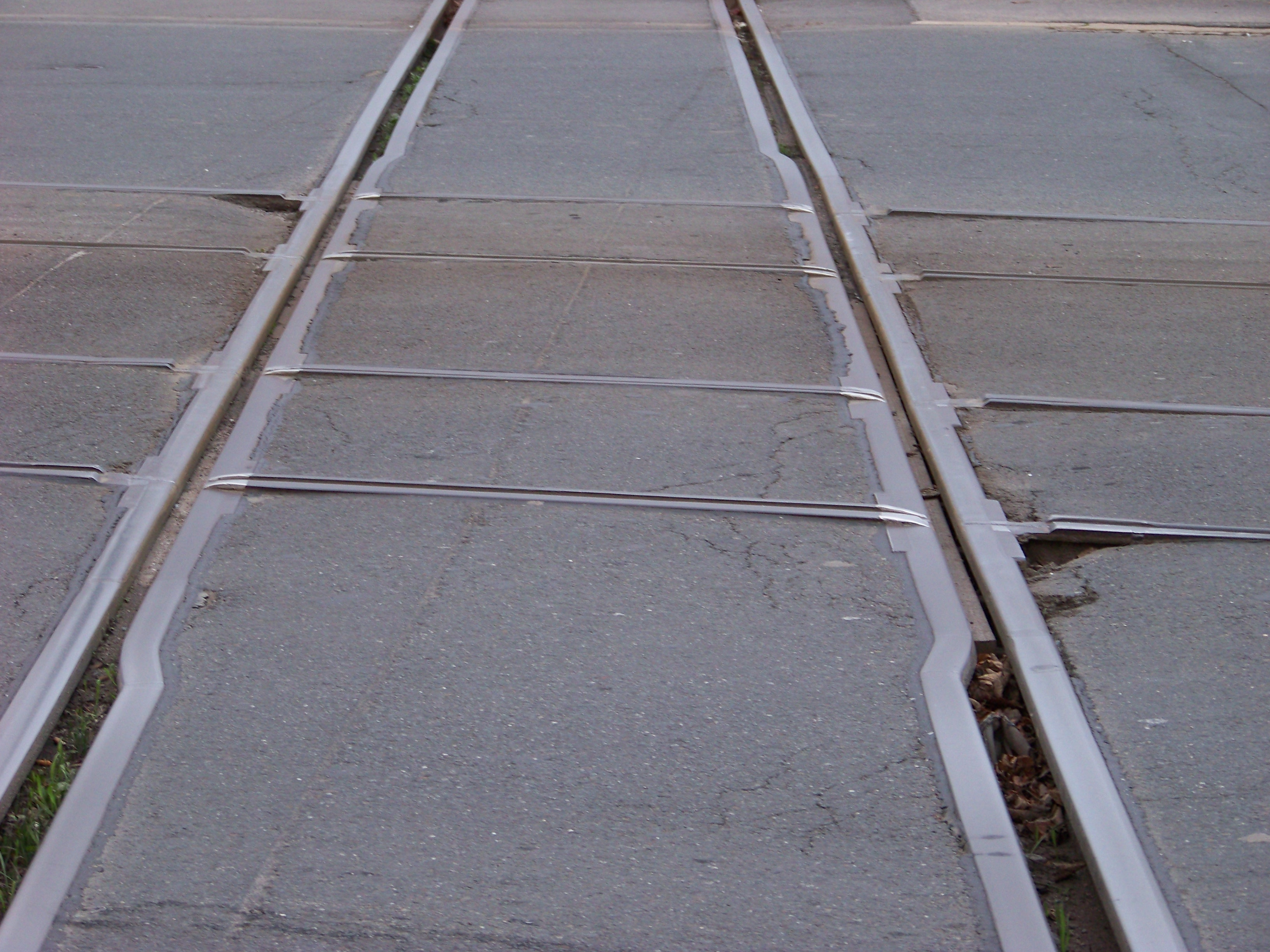
křížení s tramvajovou tratí